# Lewkonia długopłatkowa

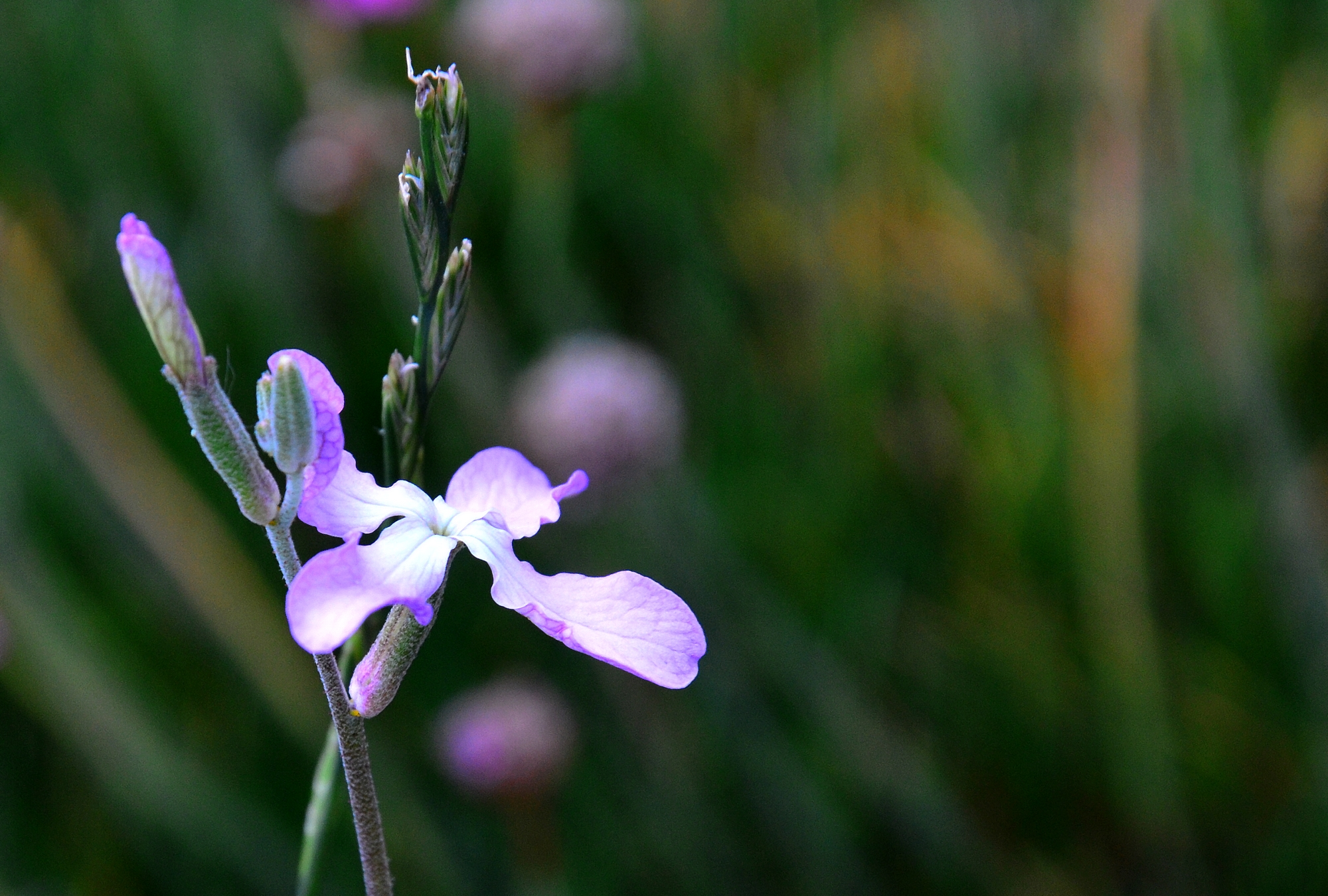
Kwiat lewkonii długopłatkowej

Lewkonia długopłatkowa (Matthiola longipetala (Vent.) DC.) – gatunek rośliny jednorocznej z rodziny kapustowatych. Popularnie nazywana jest maciejką, znana jest także pod nazwą lewkonii dwurogiej. Pochodzi z Afryki Północnej, Azji Zachodniej (w tym Arabii Saudyjskiej, Kuwejtu) i Grecji. Jest dość często uprawiana jako roślina ozdobna, bardzo rzadko przejściowo dziczeje (efemerofit). W ciągu dnia kwiaty są zamknięte i otwierają się dopiero pod wieczór, wydzielając intensywny, przyjemny zapach.

## Morfologia
ŁodygaPodnosząca się, rozgałęziona. Osiąga wysokość 30–40 cm
LiścieMałe, lancetowate, szarozielone
KwiatyRóżowo-lawendowe, w dzień zamknięte, otwierają się wieczorem wydając intensywny, przyjemny zapach.
OwocObła łuszczyna o szerokości 1–2 (2,5) mm, posiadająca na szczycie dwa rożki. Wyrasta na szypułce o długości do 3 mm.  Kwitnie od czerwca do sierpnia. Nasiona drobne, owalnego kształtu, o kolorze od jasnooliwkowego do pomarańczowobrunatnego.

## Zastosowanie
Roślina ozdobna: Uprawiana jest głównie ze względu na swój piękny zapach. Szczególnie nadaje się do uprawy na balkonach, werandach i w ogródku pod oknami domu.  Uprawiana jest z nasion, które wysiewać należy w kwietniu wprost do gruntu. Najlepiej rośnie na żyznych, piaszczysto-gliniastych glebach, ale nie jest to roślina bardzo wymagająca. Dobrze rośnie na dowolnej średnio żyznej glebie. Najlepiej o odczynie pH od lekko kwaśnego do lekko zasadowego. Wymaga stanowiska słonecznego lub półcienistego przy czym w półcieniu kwitnienie może być mniej obfite. Chcąc zapewnić długotrwałe kwitnienie tego gatunku i przyjemny zapach – należy rośliny wysiewać kilkakrotnie w dwutygodniowych odstępach czasu. Podczas podlewania należy pamiętać, by strumień wody kierować nie bezpośrednio na same rośliny, a na glebę wokół, gdyż silniejszy strumień może niszczyć pędy. W okresie kwitnienia można stosować słaby roztwór nawozów dla roślin kwitnących.

## Zmienność
Wyróżnia się podgatunek – Matthiola longipetala (Vent.) DC. subsp. bicornis (Sm.) P. W. Ball (synonimy: Cheiranthus bicornis Sm, Matthiola bicornis (Sm.) DC).